# SIRIUS Left
SIRIUS Left — радиоканал Sirius Satellite Radio в формате прогрессивистское разговорное радио. Это также был один из каналов, принадлежащих Sirius XM, который наряду с SIRIUS Hits 1 был эксклюзивным для Sirius и не звучал на XM. В июне 2008 года Sirius Canada добавила радиоканал в своё портфолио. Среди его известных ведущих были Линн Сэмюэлс, Билл Пресс, Алекс Беннетт, Майк Маллой, Эд Шульц, Том Хартманн и Марк Томпсон.
После слияния c Sirius Satellite Radio, находившийся в совместном владении радиоканал America Left на XM Satellite Radio не попал в список Sirius, где уже были большая часть сотрудников 12 ноября 2008 года. Точно так же SIRIUS Left не присоединился к линейке XM. Вместо этого оба канала были добавлены к онлайн-сервисам потоковой передачи и были доступны онлайн-подписчикам обоих сервисов, включая приложения для iPhone и BlackBerry. 4 мая 2011 года радиоканалы объединились в Sirius XM Left, который 22 июля 2013 года был переименован в SiriusXM Progress. На канале до сих пор можно услышать Тома Хартманна и Марка Томпсона, а также Стефани Миллер, Микеланджело Синьориле и Ари Рабина Хавта.

## Оценки
Политический аналитик Энди Острой в статье для The Huffington Post подверг критику как саму концепцию либерального радио, так и SIRIUS Left.